# Tramwaje w Charleville-Mézières
Tramwaje w Charleville-Mézières − zlikwidowany system komunikacji tramwajowej we francuskim mieście Charleville-Mézières, działający w latach 1900−1918.

## Historia
Tramwaje w Charleville-Mézières uruchomiono 6 stycznia 1900 na trzech liniach o łącznej długości 9 km, które dotarły do trzech miejscowości: Charleville, Mézières i Mohon. Do obsługi sieci posiadano 11 wagonów silnikowych i 3 wagony doczepne. W sierpniu 1914 ruch na sieci całkowicie wstrzymano. Po zajęciu miasta przez wojska niemieckie wznowiono ruch na niektórych liniach. Ruch ostatecznie na sieci wstrzymano w 1918, powodem wstrzymania ruchu był zły stan techniczny infrastruktury oraz taboru. 